# Велика Андюга
Велика Андю́га (рос. Большая Андюга) — річка в Республіці Комі, Росія, права притока річки Печора. Протікає територією Троїцько-Печорського району.
Річка протікає на південний схід, південь та південний захід.
Притоки:
- права — Західна
- ліві — Коса Розсоха, Аннинська Розсоха